# ألين هيوز
ألين هيوز (بالإنجليزية: Allen Hughes) هو صحفي أمريكي، ولد في 28 ديسمبر 1921، وتوفي في 16 نوفمبر 2009.